# Felsőpetény
Felsőpetény là một thị trấn thuộc hạt Nógrád, Hungary. Thị trấn này có diện tích 14,5 km², dân số năm 2010 là 732 người, mật độ 50 người/km².